# Wzgórza Fužina

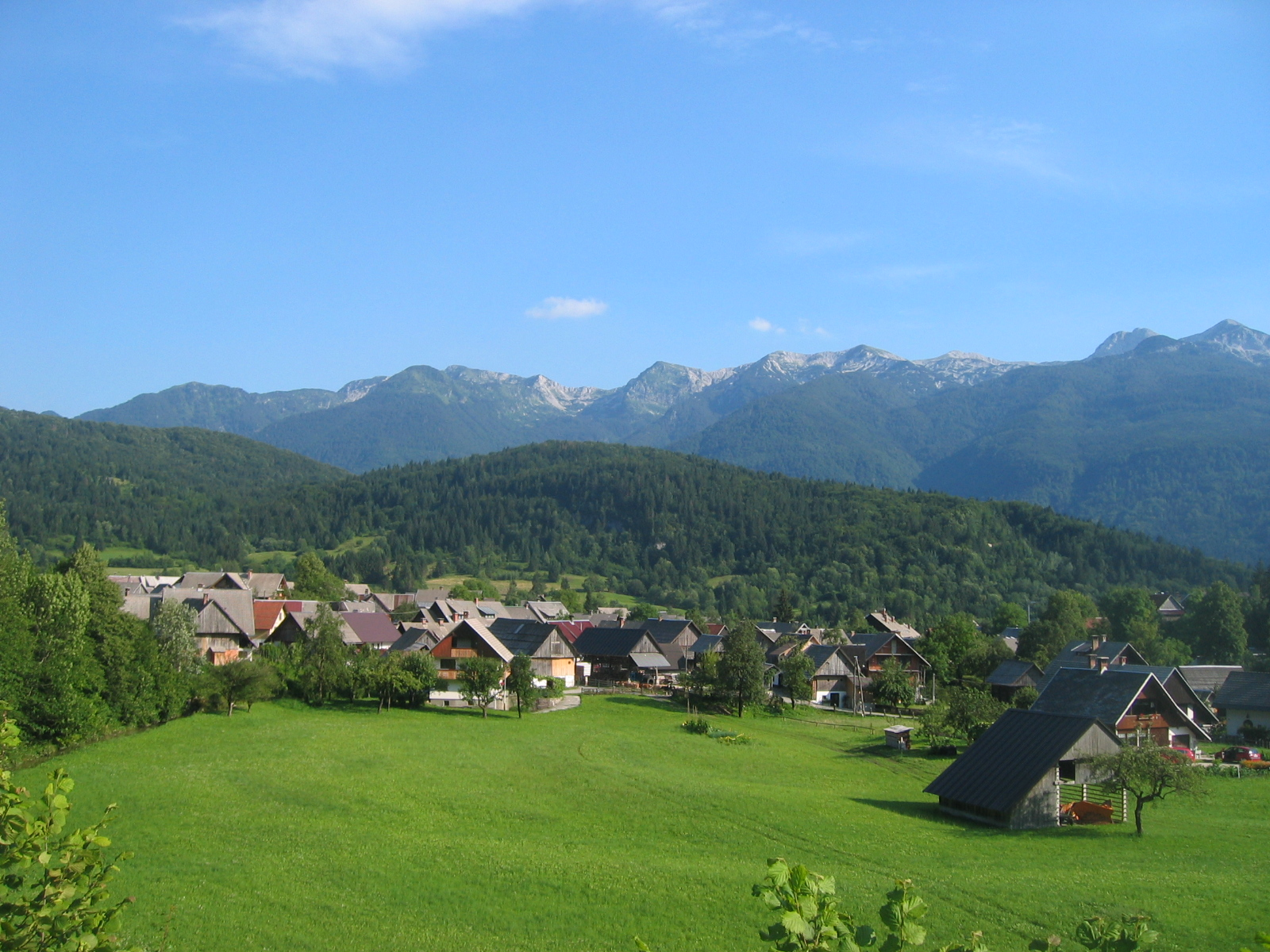
Wzgórza Fužina

Wzgórza Fužina – mezoregion fizycznogeograficzny  w północno-zachodniej Słowenii.
Wzgórza obejmują obszar osad Stara Fužina i Studor v Bohinju, z pastwiskami do wypasu bydła na wysokości ponad 1000 m n.p.m. Krajobraz jest bardzo zróżnicowany. Na obszarze wzgórz występują: polodowcowa dolina, która jest przeznaczona pod uprawy rolnicze; lasy i liczne pastwiska na stokach; a w regionie krasowym znajdują się pastwiska wysokogórskie, które w średniowieczu zostały oczyszczone do wypasu. Obecnie wykorzystywanych jest sześć pastwisk wysokogórskich. Stara Fužina i Studor v Bohinju są znane z tradycji chowu bydła alpejskiego. Wzgórza Fužina są chronione jako część Triglavskiego Parku Narodowego.  
Od 1994 roku znajdują się na słoweńskiej liście informacyjnej UNESCO.